# Arnaldo Brandão
Arnaldo Pires Brandão (Rio de Janeiro, 2 de dezembro de 1951) é um cantor, compositor e baixista brasileiro. É pai de Rodrigo Brandão, cantor e guitarrista da banda Leela.

## Biografia
Em 1969, entrou para a banda de rock The Bubbles, que acompanhou Gal Costa na boate Sucata, show dirigido por Jards Macalé e Hélio Oiticica, chegando a tocar em Lisboa e no Festival da Ilha de Wight  (1970). Neste mesmo ano, The Bubbles virou A Bolha, ficaram populares nos bairros do Rio de Janeiro com o rock pesado.
Gravou com A Bolha, em 1971, um compacto com "Sem Nada" e "18:30", participando do Festival Internacional da Canção, onde ganharam o prêmio de melhor banda. Entre 1972 e 1975, morou em Londres, Inglaterra, onde através de aulas particulares, conseguiu tirar diploma de sexto ano como contrabaixista na Royal Academy of Music. 
De volta ao Brasil em 1975, acompanhou diversos artistas, entre eles: Raul Seixas, Luiz Melodia (com quem gravou Negro Gato, entre outras), Jorge Mautner, Jorge Ben Jor, Gonzaguinha, As Frenéticas, Zé Rodrix, Doces Bárbaros.
Em 1978, com Caetano Veloso e Vinícius Cantuária, criou A Outra Banda Da Terra, (1978-1983), onde inventaram uma nova levada na música brasileira chamada por eles de Ao Contrário (deslocamento do tempo forte para o fraco), como se pode perceber na canção Tempo de Estio, música do álbum Muito.
Em 1981 formou a banda Brylho, com Cláudio Zoli e Paulo Zdan. Com o grupo, lançou o sucesso "Noites de Prazer", cujo verso "tocando B. B. King sem parar" era erroneamente cantado pelo público como "trocando de biquíni sem parar".
Em 1985, montou a banda de rock brasileiro Hanói-Hanói, onde é vocalista, letrista e baixista. Junto com seu parceiro mais constante, Tavinho Paes, e Robério Rafael, compuseram o sucesso "Totalmente Demais", gravado por Hanoi-Hanoi e Caetano Veloso em 1986.  
Compôs com Cazuza a música "O Tempo Não Pára", de 1988, e com Lobão, "Rádio Blá", de 1987. 
Em 1991, tocou na segunda edição do Rock In Rio no Maracanã com Hanoi-Hanoi.
Em 2001, lançou seu primeiro álbum solo, Brandão e o Plano D.
Em 2004, dirigiu e produziu o DVD O Baú do Raul junto com Kika Seixas.
Em 2005, gravou o álbum Ao Vivo No Espaço Sérgio Porto.
Em 2010, lançou seu terceiro álbum solo, Amnésia Programada.
Em 2011, tocou no Rock In Rio com a participação especial de Darryl Jones, baixista dos Rolling Stones. 
Em 2015, dirigiu e produziu o segundo DVD O Baú do Raul.
Também fez parte do Blitz.